# Tiksi
Tiksi (del ruso: Тикси) es un puerto marino situado en la costa del océano Ártico, en la República de Sajá, Rusia. El puerto más septentrional de Rusia. Es uno de los principales puertos de acceso al mar de Láptev. Se sirve del aeropuerto de Tiksi y durante la Guerra Fría se construyeron en sus inmediaciones otros aeródromos militares, como Tiksi Norte (a 41 km) y Tiksi Oeste (a 10 km), que nunca entraron en servicio y ahora están abandonados. El aeropuerto es una base aérea de la Fuerza Aérea de Rusia con una pista de 3000 metros que alberga principalmente bombarderos Túpolev Tu-95 Bear.
Este puerto era hasta hace poco una de las escalas de la Ruta del Mar del Norte, la línea de navegación marítima que recorría la costa ártica de Rusia mediante el uso de rompehielos. Tiksi se encuentra cerca de un brazo del delta del Lena y este río es la principal arteria de comunicación de Yakutia. La crisis económica que siguió a la ruptura de la URSS, la actual falta de carga importante en esta parte de Siberia, la duración del invierno (el mar está congelado 10 meses de 12) son las causas que llevaron a desplazar la escala de la línea más hacia el oeste. Ahora la carga transita a través del sur de Yakutia.
Desde el cierre de la línea marítima la ciudad perdió una parte importante de su población. Su población en 2006 era de 5.634 habitantes (5873 en el censo de 2002; 11.649 en el censo soviético de 1989). Tiksi tiene el estatuto de municipio urbano y es la ciudad principal del distrito (raión) de Bulunsky.

## Historia

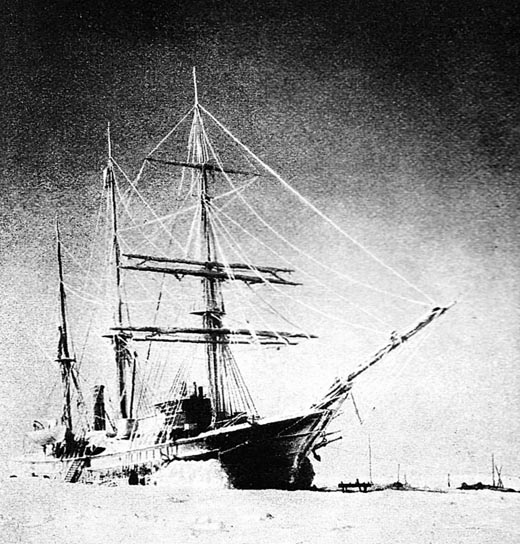
El buque Zaryá (1910)

En 1900-02, Eduard Toll encabezó una nueva expedición de la Academia de Ciencias de San Petersburgo a las islas de Nueva Siberia, la Expedición Polar Rusa, con el buque para la exploración del ártico Zaryá. El principal objetivo de la expedición era encontrar la legendaria Tierra de Sánnikov. Durante ese viaje, y sobre todo durante la invernada cerca de la parte noroeste de la península de Taymyr y la parte occidental de la isla Kotelny, Eduard Toll realizó una exhaustiva investigación hidrográfica, geográfica y geológica.
Debido a las duras condiciones del hielo la expedición se vio obligada a pasar dos inviernos en la sombría región del archipiélago de Nueva Siberia. En 1902, Eduard Von Toll viajó a isla Bennett en trineo y kayak junto con tres de los miembros de la expedición.
El buque Zaryá intento llegar a la isla de Bennett a evacuar la partida a pie, pero no pudo hacerlo a causa de las difíciles condiciones del hielo. Al parecer, en noviembre de 1902 Toll tomó la decisión de ir hacia el sur hasta el continente, en un témpano de hielo suelto, pero ningún rastro de los cuatro hombres se encontró nunca más.
Una vez que logró librarse del hielo, el Zaryá finalmente fue amarrado cerca de la isla Brúsneva, en la bahía de Tiksi, («Bujta Tiksi»), un amarre que resultó definitivo ya que no hubo esperanzas de reparar el barco. El resto de los miembros de la expedición regresaron a San Petersburgo, mientras que el capitán Fiódor Matisen volvió a Yakutsk. 

## Mapas

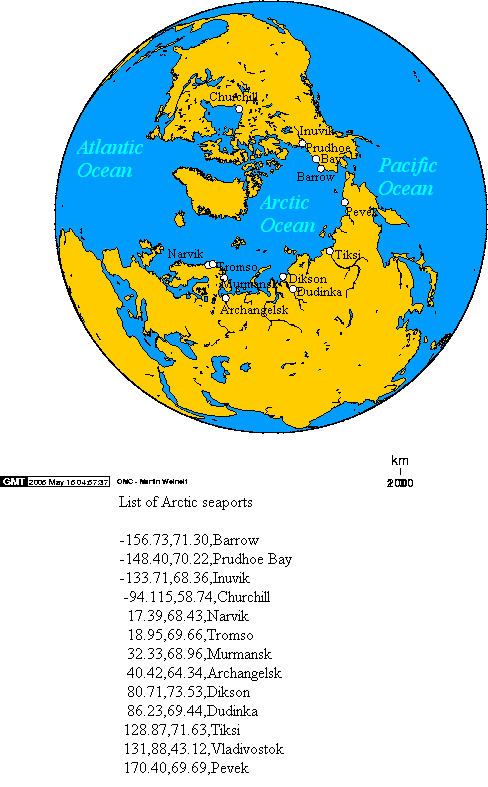
Mapa del océano Ártico
Tiksi en el mar de Láptev
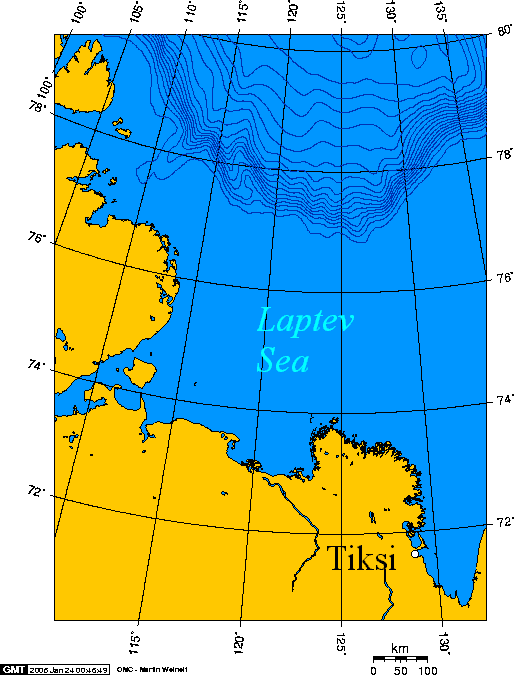
Tiksi en el mar de Láptev

## Clima
Tiksi Tiene un clima de tundra (Köppen ET). Los inviernos son similares a aquellos de las regiones del subártico interior, con nevadas frecuentes y ocasionalmente pesadas. Las temperaturas normales y extremas son ligeramente menos severas que en el interior sur, pero la extensión de invierno es mayor en razón de su latitud más alta. Los veranos muy cortos son generalmente más frescos que en las regiones interiores  (a pesar de que en 1991 se registró una temperatura tan alta como 34.3 grados Celsius (93,7 °F). La noche polar dura desde el 19 de noviembre hasta el 24 de enero, y el periodo con luz del día continua, el sol de medianoche, es un poco más largo, desde el 11 de mayo hasta el 3 de agosto.
5.
| Parámetros climáticos promedio de Tiksi (1991-2020) | Parámetros climáticos promedio de Tiksi (1991-2020) | Parámetros climáticos promedio de Tiksi (1991-2020) | Parámetros climáticos promedio de Tiksi (1991-2020) | Parámetros climáticos promedio de Tiksi (1991-2020) | Parámetros climáticos promedio de Tiksi (1991-2020) | Parámetros climáticos promedio de Tiksi (1991-2020) | Parámetros climáticos promedio de Tiksi (1991-2020) | Parámetros climáticos promedio de Tiksi (1991-2020) | Parámetros climáticos promedio de Tiksi (1991-2020) | Parámetros climáticos promedio de Tiksi (1991-2020) | Parámetros climáticos promedio de Tiksi (1991-2020) | Parámetros climáticos promedio de Tiksi (1991-2020) | Parámetros climáticos promedio de Tiksi (1991-2020) |
| Mes                                                 | Ene.                                                | Feb.                                                | Mar.                                                | Abr.                                                | May.                                                | Jun.                                                | Jul.                                                | Ago.                                                | Sep.                                                | Oct.                                                | Nov.                                                | Dic.                                                | Anual                                               |
| --------------------------------------------------- | --------------------------------------------------- | --------------------------------------------------- | --------------------------------------------------- | --------------------------------------------------- | --------------------------------------------------- | --------------------------------------------------- | --------------------------------------------------- | --------------------------------------------------- | --------------------------------------------------- | --------------------------------------------------- | --------------------------------------------------- | --------------------------------------------------- | --------------------------------------------------- |
| Temp. máx. abs. (°C)                                | -7.6                                                | -5.2                                                | 1.6                                                 | 9.6                                                 | 23.6                                                | 32.8                                                | 34.3                                                | 29.8                                                | 23.0                                                | 6.1                                                 | -1.2                                                | -4.9                                                | 34.3                                                |
| Temp. máx. media (°C)                               | -25.9                                               | -26.6                                               | -21.3                                               | -12.1                                               | -2.2                                                | 8.0                                                 | 12.7                                                | 11.6                                                | 4.8                                                 | -7.0                                                | -18.7                                               | -24.7                                               | -8.5                                                |
| Temp. media (°C)                                    | -29.5                                               | -30.0                                               | -25.4                                               | -16.8                                               | -5.6                                                | 3.8                                                 | 8.3                                                 | 8.4                                                 | 2.2                                                 | -9.7                                                | -22.0                                               | -28.1                                               | -12                                                 |
| Temp. mín. media (°C)                               | -33.1                                               | -33.7                                               | -29.9                                               | -22.1                                               | -9.1                                                | 0.6                                                 | 4.7                                                 | 5.2                                                 | -0.5                                                | -13.1                                               | -25.5                                               | -31.5                                               | -15.7                                               |
| Temp. mín. abs. (°C)                                | -48.0                                               | -50.5                                               | -47.2                                               | -46.9                                               | -32.2                                               | -15.8                                               | -4.0                                                | -4.0                                                | -18.2                                               | -35.0                                               | -43.9                                               | -48.8                                               | -50.5                                               |
| Precipitación total (mm)                            | 22                                                  | 15                                                  | 10                                                  | 8                                                   | 15                                                  | 28                                                  | 45                                                  | 48                                                  | 27                                                  | 15                                                  | 19                                                  | 21                                                  | 273                                                 |
| Nevadas (cm)                                        | 4                                                   | 5                                                   | 6                                                   | 8                                                   | 8                                                   | 2                                                   | 0                                                   | 0                                                   | 0                                                   | 2                                                   | 3                                                   | 3                                                   | 41                                                  |
| Días de lluvias (≥ 1 mm)                            | 0                                                   | 0                                                   | 0                                                   | 0.1                                                 | 4                                                   | 16                                                  | 21                                                  | 21                                                  | 13                                                  | 0                                                   | 0                                                   | 0                                                   | 75.1                                                |
| Días de nevadas (≥ 1 mm)                            | 23                                                  | 22                                                  | 21                                                  | 19                                                  | 22                                                  | 9                                                   | 1                                                   | 1                                                   | 15                                                  | 25                                                  | 23                                                  | 23                                                  | 204                                                 |
| Horas de sol                                        | 0.0                                                 | 40.0                                                | 176.9                                               | 276.5                                               | 199.0                                               | 238.2                                               | 246.4                                               | 132.6                                               | 86.8                                                | 52.9                                                | 4.0                                                 | 0.0                                                 | 1453.3                                              |
| Humedad relativa (%)                                | 82                                                  | 82                                                  | 83                                                  | 83                                                  | 85                                                  | 82                                                  | 83                                                  | 83                                                  | 82                                                  | 83                                                  | 82                                                  | 81                                                  | 82.6                                                |
| Fuente n.º 1: Погода и климат                       |                                                     |                                                     |                                                     |                                                     |                                                     |                                                     |                                                     |                                                     |                                                     |                                                     |                                                     |                                                     |                                                     |
| Fuente n.º 2: Weatherbase (Horas de sol)            |                                                     |                                                     |                                                     |                                                     |                                                     |                                                     |                                                     |                                                     |                                                     |                                                     |                                                     |                                                     |                                                     |

| Dato de temperatura costera para Tiksi | Dato de temperatura costera para Tiksi | Dato de temperatura costera para Tiksi | Dato de temperatura costera para Tiksi | Dato de temperatura costera para Tiksi | Dato de temperatura costera para Tiksi | Dato de temperatura costera para Tiksi | Dato de temperatura costera para Tiksi | Dato de temperatura costera para Tiksi | Dato de temperatura costera para Tiksi | Dato de temperatura costera para Tiksi | Dato de temperatura costera para Tiksi | Dato de temperatura costera para Tiksi | Dato de temperatura costera para Tiksi |
| Mes                                    | Ene                                    | Feb                                    | Mar                                    | Abr                                    | Mayo                                   | Jun                                    | Jul                                    | Ago                                    | Sep                                    | Oct                                    | Nov                                    | Dic                                    | Año                                    |
| -------------------------------------- | -------------------------------------- | -------------------------------------- | -------------------------------------- | -------------------------------------- | -------------------------------------- | -------------------------------------- | -------------------------------------- | -------------------------------------- | -------------------------------------- | -------------------------------------- | -------------------------------------- | -------------------------------------- | -------------------------------------- |
| Temperatura de mar mediano °C (°F)     | -1,8                                   | -1,8                                   | -1,8                                   | -1,8                                   | -1,5                                   | 0,4                                    | 3,9                                    | 7,6                                    | 4,8                                    | 0,7                                    | -1,7                                   | -1,8                                   | 0,317                                  |
| Fuente:Seatemperature.org              |                                        |                                        |                                        |                                        |                                        |                                        |                                        |                                        |                                        |                                        |                                        |                                        |                                        |